# Мустела сибірська
Мустела сибірська, чи колоно́к (Mustela sibirica Pallas) — ссавець, дрібний хижак з родини мустелових (Mustelidae); з цінним пухнастим хутром світло-рудого забарвлення й білим кінчиком морди та підборіддям.

## Середовище проживання
Країни поширення: Бутан, Китай, Індія, Японія, Корейська Народно-Демократична Республіка, Республіка Корея, Лаоська Народно-Демократична Республіка, Монголія, М'янма, Непал, Пакистан, Російська Федерація, Тайвань, Таїланд, В'єтнам. У Японії був введений на острови Хонсю, Шікоку і Кюсю.
Цей вид зустрічається у великій різноманітності місць існування, в тому числі листяні, хвойні й змішані ліси; відкриті місцевості з невеликими вкрапленнями лісових анклавів; лісостепи; посушливі райони, долини річок і людські села і містечка. У Китаї його висота проживання може досягати 5000 м. У Лаосі цей маловідомий вид спостерігався в первинному вічнозеленому лісі на висоті 1000 м і, можливо, в долині, в напіввічнозеленому лісі, серед карстових рельєфів на висоті близько 500 м. Зустрічається аж до рівня моря, на півночі ареалу, наприклад, у Кореї.

## Морфологія
Для самців: голова і тіло довжиною 280—390 мм, хвіст довжиною 155—210 мм, вага 650—820 г. Для самиць: голова і тіло довжиною 250—305 мм, хвіст довжиною 133—164 мм, вага 360—430 г.
Взимку верх тіла від яскраво-вохрового до солом'яно-жовтого кольору, а боки і низ тіла дещо блідіші. Влітку хутро темніше, коротше, грубіше і рідше. Має бліду ділянку на передній частині морди і часто на верхній частині горла і, як правило, темну маску навколо і перед очима. Хвіст середньої довжини, пухнастий, того ж кольору, що й спина. Самиці мають чотири пари молочних залоз.

## Спосіб життя
Влаштовує лігва в дуплах дерев, під корінням або колодою, між камінням, в норах інших тварин, в будівлях. Вимощує лігво хутром, пір'ям і сухою рослинністю. Мустела сибірська швидка і гнучка, має хороші нюх і слух, може лазити і добре плавати. Веде в основному нічний та сутінковий спосіб життя й було відзначено, що покриває відстань 8 км в одну ніч. Восени може перейти із гірської місцевості в рівнини. Є повідомлення про масові міграції, пов'язані з нестачею корму.
Поживою є, головним чином, дрібні гризуни, але також птахи, яйця, жаби, риби, падло, влітку кедрові горіхи. Їжа може бути збережена для зимового використання.

## Розмноження
Парування відбувається в кінці зими та ранньої весни, пологи проходять з квітня по червень. Вагітність триває 28-30 днів, народжується 2-12 дитинчат, які відкривають очі через місяць, лактація триває 2 місяці. Молодь покидає матір в кінці серпня, але може подорожувати разом восени. Один бранець дожив до віку 8 років і 10 місяців.